# Seznam nízkonákladových leteckých společností

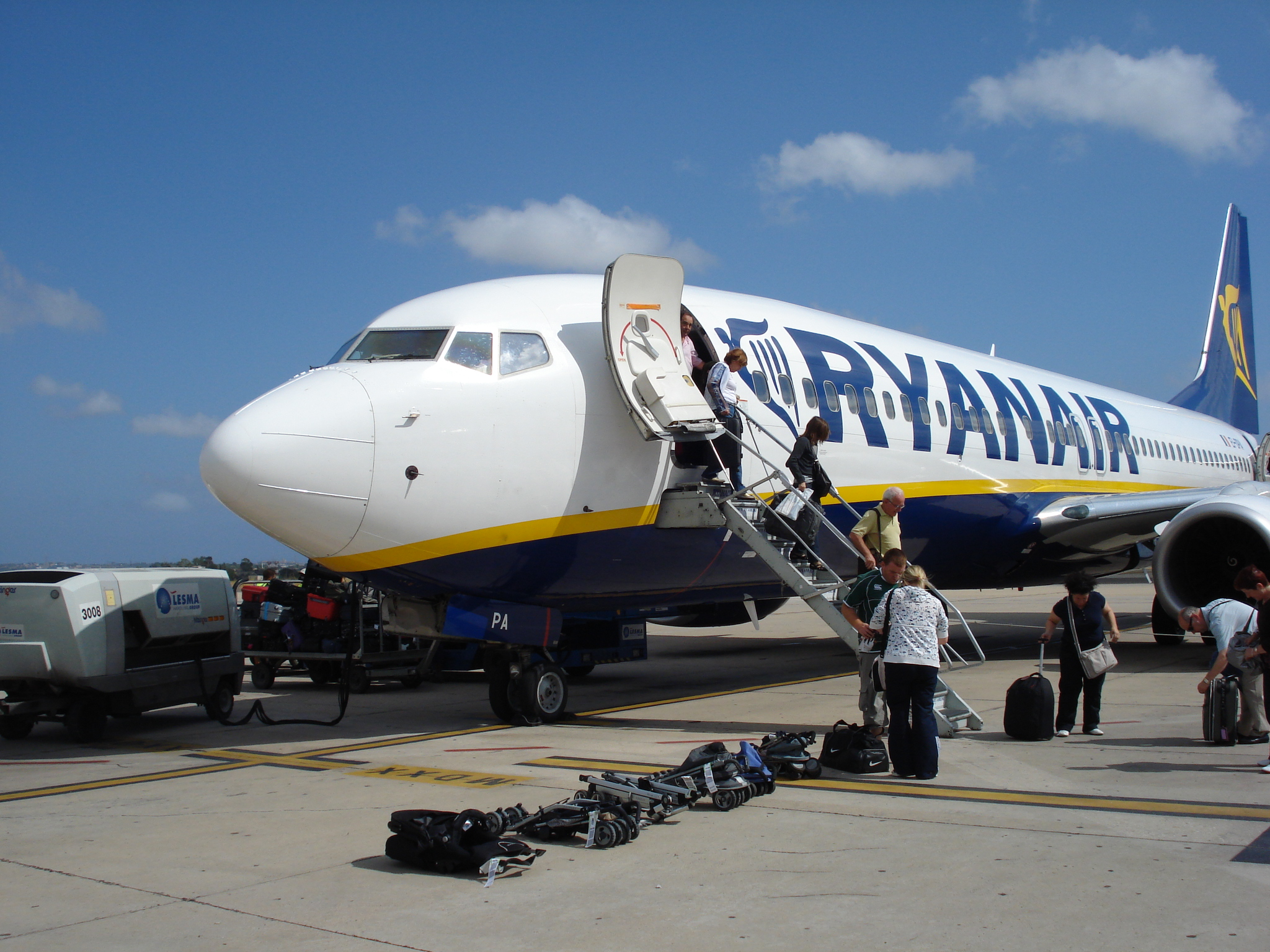
Boeing 737-800 irské společnosti Ryanair

Následující seznam nízkonákladových leteckých společností je uspořádán podle států, v kterých mají jednotlivé společnosti sídlo. Nízkonákladová (často také 'low-cost', diskontní nebo budget) letecká společnost obvykle nabízí levné letenky s tím, že k samotné přepravě nenabízí v ceně letenky v podstatě žádný „tradiční“ zákaznický servis. 
V tomto seznamu nejsou uvedeny tzv. regionální aerolinky, které bývají s nízkonákladovými často zaměňovány, data pochází z roku 2019.

## Afrika
| - Air Arabia Egypt - Fly540 - Aero Contractors - Jet4you - Air Arabia Maroc |  | - Kulula.com - 1Time - Mango - Velvet Sky - Karthago Airlines |

## Amerika
| - REDjet Caribbean routes - Azul Brazilian Airlines - Gol Airlines - WebJet Linhas Aéreas - CanJet - WestJet - Porter - EasyFly - Viva Colombia - Aires - EasySky - Interjet - VivaAerobus - Volaris |  | - LC Busre - Peruvian Airlines - Star Perú - AirTran Airways - Allegiant Air - Frontier Airlines - jetBlue - Southwest Airlines - Spirit Airlines - Sun Country Airlines - USA3000 Airlines - Virgin America - Vision Airlines |

## Asie
| - Spring Airlines - Air-India Express - Goair - IndiGo - JetLite - Jet Konnect - Kingfisher Red - Spicejet - Batavia Air - Citilink - Indonesia AirAsia - Lion Air - Air Next - Air Do - JAL Express - Skymark Airlines - Skynet Asia Airways - StarFlyer - Air Busan - Eastar Jet - Jeju Air - Jin Air - T'way Airlines |  | - AirAsia - AirAsia X - Firefly - Air Blue - Shaheen Air - Airphil Express - Cebu Pacific - Jetstar Asia Airways - Tiger Airways - Valuair - Scoot - Nok Air - Orient Thai Airlines - Thai AirAsia - Anadolujet - Corendon Airlines - Onur Air - Pegasus Airlines - SunExpress - Jetstar Pacific - VietJet Air |

## Evropa
| - Albawings - Easyjet Europe - Eurowings Europe - Lauda - SmartWings - Transavia France - HOP! - Eurowings - Condor Airlines - Wizz Air - PLAY - Ryanair - Norwegian Air International - Blue Panorama Airlines - Ernest Airlines - Malta Air - FlyOne |  | - airBaltic - Transavia - Norwegian Air Shuttle - Norwegian Air Norway - Norwegian Air Longhaul - Blue Air - Pobeda - Iberia Express - Level - Volotea - Vueling - easyJet Switzerland - Anadolujet - Corendon Airlines - Onur Air - Pegasus Airlines - SunExpress - SkyUp - Bees Airline - easyJet - Flybe - Jet2.com - Fastjet |

## Střední Východ
| - Air Arabia Jordan - Jazeera Airways - Nas Air |  | - Air Arabia - flydubai - Felix Airways |

## Oceánie
| - Jetstar Airways - Tiger Airways Australia - Virgin Australia - Nauru Airlines |

## Zaniklé společnosti
Seznam je nekompletní
| - AirTran Airways - Song - Virgin America - Spirit of Manila Airlines - Zest Airways - UP - Air One - Air Polonia - Belle Air - Bmibaby - Cimber Sterling - Clickair - Flyglobespan - InterSky - Meridiana - Niki - OLT Express - OLT Express Germany - SkyEurope Airlines - Wind Jet - Wizz Air Bulgaria - Wizz Air Ukraine - WOW air - XL Airways France - RAK Airways - Air Australia |